# اربتکس
اربتکس (به ایتالیایی: Arbatax) یک منطقهٔ مسکونی در ایتالیا است که در تورتولی واقع شده‌است. اربتکس ۵٬۰۰۰ نفر جمعیت دارد.